# Атмотлюек (Аляска)
Атмотлюек (англ. Atmautluak) — переписна місцевість (CDP) в США, в окрузі Бетел штату Аляска. Населення — 386 осіб (2020).

## Географія
Атмотлюек розташований за координатами 60°51′33″ пн. ш. 162°16′55″ зх. д. / 60.85917° пн. ш. 162.28194° зх. д. (60.859158, -162.281987).  За даними Бюро перепису населення США в 2010 році переписна місцевість мала площу 9,05 км², з яких 1,41 км² — суходіл та 7,65 км² — водойми.

## Демографія
Згідно з переписом 2010 року, у переписній місцевості мешкало 277 осіб у 63 домогосподарствах у складі 57 родин. Густота населення становила 31 особа/км².  Було 70 помешкань (8/км²).
Расовий склад населення:
| - 97,8 % — корінних американців - 1,4 % — білих - 0,7 % — чорних або афроамериканців |

До двох чи більше рас належало 0,0 %. Частка іспаномовних становила 0,0 % від усіх жителів.
За віковим діапазоном населення розподілялося таким чином: 35,7 % — особи молодші 18 років, 57,4 % — особи у віці 18—64 років, 6,9 % — особи у віці 65 років та старші. Медіана віку мешканця становила 28,3 року. На 100 осіб жіночої статі у переписній місцевості припадало 91,0 чоловіків;  на 100 жінок у віці від 18 років та старших — 95,6 чоловіків також старших 18 років.
Середній дохід на одне домашнє господарство  становив 65 877 доларів США (медіана — 50 625), а середній дохід на одну сім'ю — 74 802 долари (медіана — 56 875). Медіана доходів становила 30 625 доларів для чоловіків та 40 000 доларів для жінок. За межею бідності перебувало 25,6 % осіб, у тому числі 35,4 % дітей у віці до 18 років та 0,0 % осіб у віці 65 років та старших.
Цивільне працевлаштоване населення становило 80 осіб. Основні галузі зайнятості: публічна адміністрація — 33,8 %, освіта, охорона здоров'я та соціальна допомога — 30,0 %, роздрібна торгівля — 18,8 %, транспорт — 8,8 %.